# محسن رضایی (تکواندوکار)
محسن وکیلی تکواندوکار عضو تیم ملی هان مادانگ تکواندو  است.
او از نفرات برتر کشور و استان تهران میباشد.

## فعالیت ورزشی
محسن وکیلی در سال ۱۳۹3  نایب قهرمان کشوری هان مادانگ شد و عضو تیم ملی ایران شده بود
قهرمان چندین دوره مبارزه استان تهران
قهرمان چندین دوره استان البرز
قهرمان چندین دوره توابع تهران
قهرمان پومسه استان تهران